# ستانيسلاف تيليش
ستانيسلاف رودي تيليش (بالألمانية: Stanislaw Rudi Tillich)  (مواليد 10 أبريل 1959 في نويدورفل في كامينز)، سياسي ألماني ينتمي إلى الاتحاد الديمقراطي المسيحي (CDU) من العرقية الصورببة. من 28 مايو 2008 إلى 12 ديسمبر 2017 شغل رئيس وزراء ولاية ساكسونيا الحرة بعد إعادة التوحيد ومن 24 مايو 2008 إلى 9 ديسمبر 2017 كان أيضًا زعيم الاتحاد الديمقراطي المسيحي في ولاية ساكسونيا. من 1 نوفمبر 2015 إلى 31 أكتوبر 2016 كان الرئيس السبعين للمجلس الاتحادي.
في 18 أكتوبر 2017 أعلن تيليش رغبته بالاستقالة من منصبه كرئيس لوزراء الولاية في ديسمبر 2017؛ كخليفة له اقترح ميشائيل كريتشمر ‏. انتهت فترة ولايته في 12 ديسمبر 2017. في أبريل 2018 أعلن أنه سينسحب من عالم السياسة اعتبارًا من 31 أكتوبر 2018 والتخلي عن عضويته في برلمان الولاية.
يشغل حالياً منذ سبتمبر 2019 منصب رئيس مجلس الإشراف في شركة الفحم البني (MIBRAG).

## روابط خارجية
- ستانيسلاف تيليش على موقع مونزينجر (الألمانية)